# Ahmet Berman
Ahmet Berman (Karagümrük, 1 de janeiro de 1932 - 17 de dezembro de 1980) foi um futebolista e treinador turco, que atuava como defensor.

## Carreira
Ahmet Berman fez parte do elenco da Seleção Turca de Futebol que disputou a Copa do Mundo de 1954.

## Ligações Externas
- Perfil em FIFA.com (em inglês)